# Queen’s and Lord Treasurer’s Remembrancer
Der Queen’s and Lord Treasurer’s Remembrancer (Q&LTR) ist ein tradiertes Amt der Rechtspflege im Rechtssystem von Schottland. Es vertritt die Krone in Fragen herrenlosen Guts (bona vacantia, ultimus haeres) und im Bereich des Schatzregals und ist zudem für Firmenregistrierungen zuständig.

## Geschichte
Die 1707 geschaffenen Ämter des schottischen Queen’s Remembrancer  und des Lord Treasurer’s Remembrancer wurden 1835 zusammengeführt. Das Amt war u. a. für die Verwaltung der Armenfonds der Krone in Schottland zuständig. Ab 1858 wurde das Amt in Verbindung mit dem Registrar of Companies geführt und wurde Herausgeber der Edinburgh Gazette. Außerdem wurde das Amt für die Schottischen Kronjuwelen in Edinburgh Castle zuständig. Seit 1999 ist das Amt Teil des Scottish Government.
Nicht zu verwechseln ist das Amt mit dem Queen’s Remembrancer (oder King’s Remembrancer), einem Amt im Rechtssystem von England und Wales, das 1154 von Heinrich II. (England) als Leitung für den Court of Exchequer geschaffen wurde und ebenfalls bis heute existiert.

## Amtsinhaber

### King’s/Queen’s Remembrancer
- Sir Patrick Murray (ab 1815)[2]

### Lord Treasurer’s Remembrancer
- George Robinson (ab 1815)[3]

### Queen’s & Lord Treasurer’s Remembrancer
- 1832: John Henderson
- 1870: Stair Agnew CB, Advocate
- 1881: John James Reid, Advocate
- 1889: Reginald MacLeod of MacLeod CB
- 1900: Sir Kenneth John Mackenzie Bt
- 1921: Sir James Adam CBE KC
- 1926: John Alexander Inglis KC
- 1942: Percy Jesse Gowlett Rose CB
- 1948: Wiliam Douglas Collier
- 1954: Peter Jamieson ISO
- 1961: William Steel
- 1964: James Bertie Ian McTavish OBE
- 1977: David Edmiston Drummond Robertson
- 1981: W.G Chalmers
- 1984: Ian Dean
- 1991: John Duncan Lowe
- 1996: Andrew Normand[4]
- 2002: Norman McFadyen CBE
- 2009: Catherine Patricia Dyer